# 혼다 ZR-V
혼다 ZR-V는 일본의 자동차 제조사인 혼다 기연 공업이 생산 및 판매할 예정인 준중형 SUV이며, 북아메리카와 중국 시장에서는 HR-V의 명칭을 달고 판매될 예정이다.

## 설명
2022년 4월 4일에 북미 시장용 HR-V가 우선적으로 공개되었으며, 5월 5일에는 혼다의 합작사인 광치 혼다에서 중국 시장용 ZR-V가 공개되었다. 일본에서는 7월 14일에 ZR-V라는 명칭으로 선공개 되었으며, 사전 계약은 9월에 받을 예정이라고 발표하였다. 플랫폼은 자사의 준중형차인 시빅과 공용하는 것으로 알려졌다.

## 같이 보기
- 혼다 HR-V
- 혼다 시빅

## 경쟁 차종
- 토요타 - 코롤라 크로스, RAV4
- 닛산 - 캐시카이/로그 스포츠
- 마쓰다 - CX-5, 마쓰다 CX-50, CX-4
- 현대자동차 - 투싼
- 기아 - 스포티지
- 쌍용 - 코란도
- 폭스바겐 - 폭스바겐 티구안
- 오펠 - 그랜드랜드 X
- 르노 - 오스트랄
- 푸조 - 3008
- 시트로엥 - C5 에어크로스
- 지프 - 컴패스
- 포드 - 쿠가, 이스케이프